# Rowland (Mondkrater)
Rowland ist ein Einschlagkrater auf der Mondrückseite.
Der Krater liegt im Norden der erdabgewandten Seite, westlich des riesigen Kraters Birkhoff, südlich von Sommerfeld. Rowland ist von späteren Einschlägen gezeichnet, die größten unter ihnen sind die Nebenkrater Y am Nordrand, N am Südrand und G im östlichen Kraterinneren.
Die Entstehungszeit des Kraters fällt in die nektarische Periode.
Rowland hat sieben Nebenkrater:
| Buchstabe | Position            | Durchmesser | Link |
| --------- | ------------------- | ----------- | ---- |
| G         | 56,59° N, 160,07° W | 18 km       |      |
| J         | 52,72° N, 155,84° W | 50 km       |      |
| K         | 51,02° N, 157,23° W | 25 km       |      |
| M         | 51,48° N, 162,7° W  | 58 km       |      |
| N         | 55,04° N, 164,12° W | 32 km       |      |
| R         | 53,48° N, 169,45° W | 23 km       |      |
| Y         | 58,64° N, 163,21° W | 55 km       |      |

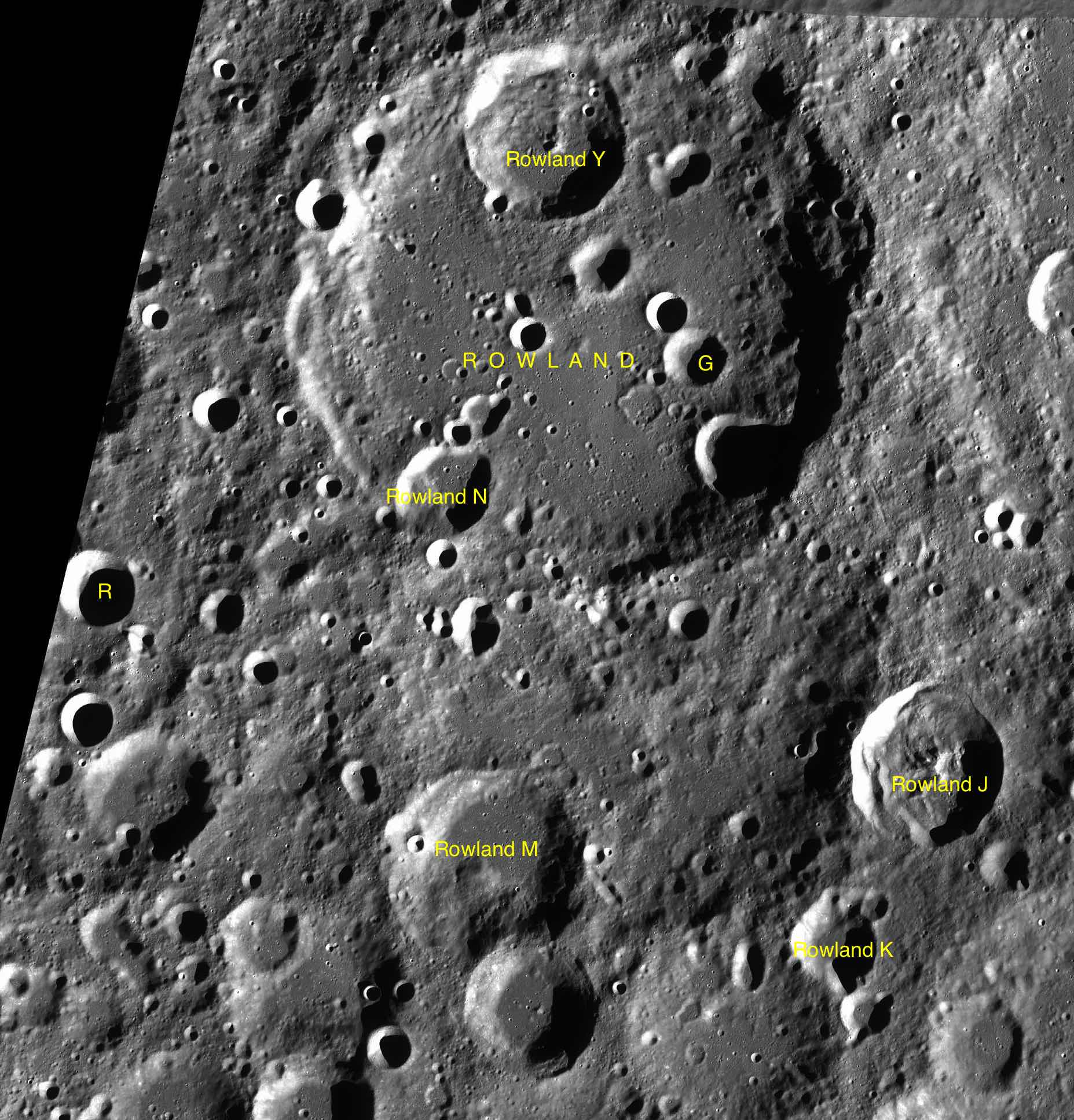
Rowland mit seinen Nebenkratern

Der Krater wurde 1970 von der IAU offiziell nach dem US-amerikanischen Physiker Henry Augustus Rowland benannt.